# Anolis sheplani
Anolis sheplani (баорукський сірий гілочковий аноліс) — вид ігуаноподібних ящірок родини анолісових (Dactyloidae). Ендемік Домініканської Республіки.

## Поширення і екологія
Баорукські сірі гілочкові аноліси мешкають в горах Сьєрра-де-Баоруко на півдні острова Гаїті. Вони живуть в сухих листяних лісах та на тінистих кавових і какаових плантаціях, на висоті від 820 до 1000 м над рівнем моря. Живляться жуками, відкладають яйця.

## Збереження
МСОП класифікує цей вид як такий, що перебуває під загрозою зникнення. Anolis sheplani загрожує знищення природного середовища.